# Сан Силвестро (Асколи Пичено)
Сан Силвестро (итал. San Silvestro) насеље је у Италији у округу Асколи Пичено, региону Марке.
Према процени из 2011. у насељу је живело 741 становника. Насеље се налази на надморској висини од 87 м.